# Cyr
Cyr é o décimo primeiro álbum de estúdio da banda de rock norte-americana The Smashing Pumpkins, lançado em 27 de novembro de 2020. Ele forma a segunda parte da série Shiny and Oh So Bright, iniciada em seu álbum de estúdio anterior, Shiny and Oh So Bright, Vol. 1 / LP: No Past. No Future. No Sun., de 2018. O álbum contém um total de 20 faixas, sendo assim, um disco duplo, seguindo um conceito semelhante ao seu álbum de 1995, Mellon Collie and the Infinite Sadness.
A banda estava escalada para embarcar na turnê Rock Invasion 2 logo após o término da gravação, mas foi forçada a cancelá-la devido à pandemia de COVID-19, que também levou a banda a ter que trabalhar remotamente no videoclipe para o single "Cyr", lançado como primeiro single do álbum em 28 de agosto de 2020.

## Lista de faixas
Todas as faixas escritas por Billy Corgan.
| N.º | Título                             | Duração |  |
| 1.  | "The Colour of Love"               | 4:24    |  |
| 2.  | "Confessions of a Dopamine Addict" | 3:14    |  |
| 3.  | "Cyr"                              | 4:03    |  |
| 4.  | "Dulcet in E"                      | 3:22    |  |
| 5.  | "Wrath"                            | 3:46    |  |
| 6.  | "Ramona"                           | 3:48    |  |
| 7.  | "Anno Satana"                      | 3:50    |  |
| 8.  | "Birch Grove"                      | 3:17    |  |
| 9.  | "Wyttch"                           | 3:44    |  |
| 10. | "Starrcraft"                       | 4:10    |  |
| 11. | "Purple Blood"                     | 3:19    |  |
| 12. | "Save Your Tears"                  | 3:31    |  |
| 13. | "Telegenix"                        | 3:23    |  |
| 14. | "Black Forest, Black Hills"        | 4:42    |  |
| 15. | "Adrennalynne"                     | 3:42    |  |
| 16. | "Haunted"                          | 3:11    |  |
| 17. | "The Hidden Sun"                   | 3:24    |  |
| 18. | "Schaudenfreud"                    | 3:02    |  |
| 19. | "Tyger, Tyger"                     | 2:50    |  |
| 20. | "Minerva"                          | 3:33    |  |